# Kunžvart
Kunžvart je zřícenina hradu na Šumavě, v katastrálním území Horní Světlé Hory v okrese Prachatice. Nachází se na žulovém výchozu východní rozsochy hory Strážný (1115 m) vzdáleném 800 m západně od hory. Kunžvart patří svou nadmořskou výškou 1037 m k nejvýše položeným hradům v České republice. Stojí 1,5 km severozápadně od městysu Strážný, kde je hraniční přechod do Německa. Jeho zbytky jsou chráněny jako kulturní památka České republiky.

## Historie
Doba založení hradu je nejasná, ale archeologické nálezy dokládají využití vrcholu kopce už ve 13. století. Jeho zakladatelem byl panovník, který jej nechal vybudovat k ochraně Zlaté stezky mezi Vimperkem a Pasovem. Nalezené zbytky keramiky jsou uloženy v expozituře Archeologického ústavu AV ČR v Plzni.
První písemná zmínka o hradu se nachází v listině z roku 1359. Tehdy císař Karel IV. potvrdil držení vimperského panství s Kunžvartem, uvedeným jako Kungenslen, Peškovi z Janovic (podle Augusta Sedláčka Petrovi z Janovic) a synům jeho bratra Herbarta. Význam hradu se zvýšil v období, kdy král Václav IV. dovolil vimperským pánům obnovit pobočku Zlaté stezky do Vimperka a umožnil na ní vybírat clo. Na hradě sídlil purkrabí a jeho menší družina. Podle zprávy z roku 1547 se zde již nebydlelo a v roce 1578 zde vyhořely dvě staré světnice. Hrad se tak od poloviny 16. století postupně změnil ve zříceninu. Od roku 1575 bylo zdivo hradu rozebíráno na stavební materiál.

## Stavební podoba

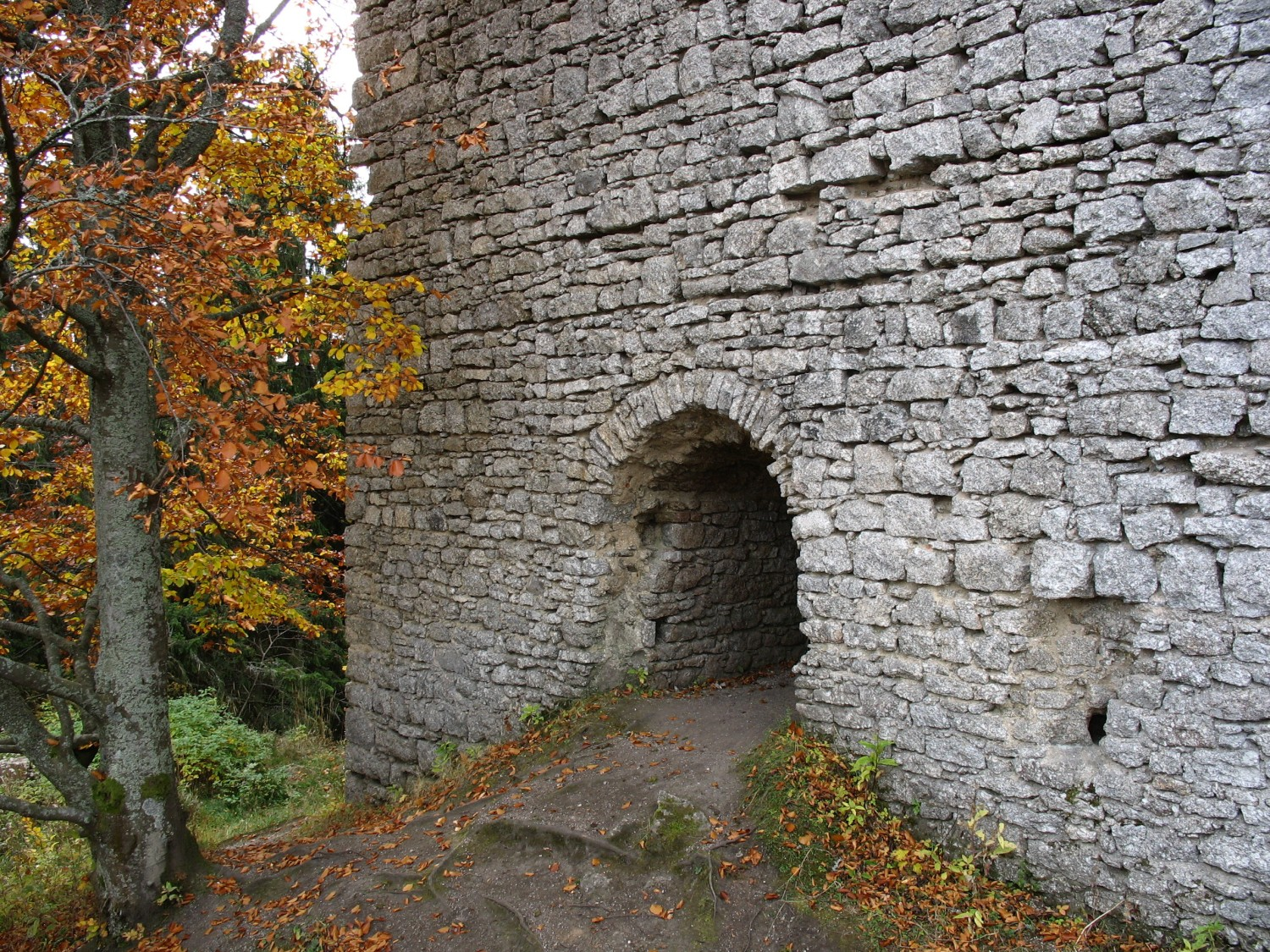
Vstup do věže

Přístupová cesta ke hradu vedla od západu, kde byl hrad chráněn skalní rozsedlinou upravenou na příkop. Obvodové opevnění bylo dřevěné. Jedinou kamennou stavbou byla dochovaná čtverhranná věž (donjon) s plochými stropy a se zaobleným západním nárožím. Nad pravidelným – téměř čtvercovým půdorysem o straně 10,55 × 10,65 m se zvedala tři zděná podlaží a nelze vyloučit další dřevěnou nebo hrázděnou nástavbu. Zdi věže mají tloušťku 240 cm, v jihovýchodní stěně jsou dochována tři střílnovitá okénka (dvě v přízemí, jedno v prvním podlaží) a čtvrté je v severovýchodní stěně nad vstupem do hradu. Ze tří rozměrných čtvercových oken ve druhém podlaží jsou dvě již zřícena. Do přízemí se vstupovalo průchodem opatřeným na obou koncích portály, z nichž vnější bylo možné zajistit mohutnou závorou. První dvě podlaží plnila provozní funkci a obytné prostory se nacházely až ve druhém patře. Kromě věže se dochovaly jen dvě kapsy vysekané ve skále.

## Přístup
Z obce Strážný vede ke zbytkům hradu modře značená turistická trasa. Převýšení je dvě stě metrů. Nejbližší zastávka vlaku je v osm kilometrů vzdálené Lenoře.
V období od března do července může být přístup omezen z důvodu hnízdění sokola stěhovavého.